# Guido Rodríguez
Guido Rodríguez (* 12. April 1994 in Sáenz Peña, Buenos Aires) ist ein argentinischer Fußballspieler, der seit August 2024 beim englischen Erstligisten West Ham United unter Vertrag steht. Der defensive Mittelfeldspieler ist seit Juni 2017 argentinischer Nationalspieler.

## Vereinskarriere

### River Plate
Guido Rodríguez entstammt der Nachwuchsabteilung des argentinischen Hauptstadtvereins River Plate, wo er im Herbst 2014 zu ersten Einsätzen in der ersten Mannschaft kam. Am 10. Oktober 2014 bestritt er beim 0:0-Unentschieden (4:5-Niederlage nach dem Elfmeterschießen) gegen den Rosario Central im Copa Argentina sein Debüt und stand über die volle Distanz auf dem Platz. Sein erstes Spiel in der höchsten argentinischen Spielklasse folgte drei Tage später (11. Spieltag), als er beim 1:0-Auswärtssieg gegen den CA Belgrano in der 72. Spielminute für Leonardo Pisculichi eingewechselt wurde. In der Torneo Inicial – Die Übergangssaison aufgrund des Wechsels zur Jahressaison – bestritt er sieben Ligaspiele.
Im folgenden Spieljahr 2015 kam er nur sporadisch in der Mannschaft von Cheftrainer Marcelo Gallardo zum Einsatz, stand von seinen neun Einsätzen jedoch sieben Mal über die volle Distanz auf dem Platz. Sein einziges Saisontor gelang ihm am 18. Juli 2015 beim 5:1-Heimsieg gegen Atlético de Rafaela, als er kurz nach seiner Einwechslung in der Schlussphase den letzten Treffer des Tages erzielte. Sein Tor wurde von Fernando Cavenaghi vorbereitet, welcher zuvor bereits alle vier Treffer Rivers selbst erzielt hatte.

### Leihe zu Defensa y Justicia
Mit den Verpflichtungen von Ignacio Fernández, Joaquín Arzura und Nicolás Domingo rutschte Guido Rodríguez in der Hierarchie im defensiven Mittelfeld von Gallardos Millonarios nach hinten. Am 13. Januar 2016 wechselte er deshalb in einem sechsmonatigen Leihgeschäft zum Ligakonkurrenten CSD Defensa y Justicia, wo er Einsatzzeit auf Erstliganiveau sammeln sollte. Bereits am 1. Spieltag (7. Februar 2016) beim 2:2-Unentschieden gegen die Unión de Santa Fe stand er in der Startformation. Diesen Status behielt er bis zu seiner Rückkehr zu River Plate bei. Er verließ den Verein aus Florencio Varela nach 15 Ligaspielen und dem Ablauf des Leihgeschäfts am 30. Juni 2016.

### Club Tijuana
Bereits zwei Wochen zuvor hatte der mexikanische Verein Club Tijuana die Verpflichtung von Rodríguez bekanntgegeben. Der Erstligist bezahlte für seine Dienste eine Ablösesumme in Höhe von 1,75 Millionen Euro. Sein Debüt gab er am 16. Juni 2016 (1. Spieltag der Apertura) beim 2:0-Heimsieg gegen Monarcas Morelia. Bereits am nächsten Spieltag konnte er bei der 2:3-Auswärtsniederlage gegen den Puebla FC erstmals im Trikot seines neuen Arbeitgebers treffen. In der Apertura 2016 bestritt Rodríguez alle 19 Ligaspiele der Xolos von Beginn an und erzielte drei Treffer. In der Clausura 2017 verpasste er nur eines der 21 Ligaspiele aufgrund einer Rotsperre, in diesen er zwei Mal traf. In der überaus erfolgreichen Saison 2016/17 der Mannschaft war Rodríguez ein elementarer Bestandteil und wurde zum besten defensiven Mittelfeldspieler des Jahres ausgezeichnet.

### Club América
Am 7. Juli 2017 wechselte Guido Rodríguez für eine Ablösesumme in Höhe von 6,2 Millionen Euro zum Ligakonkurrenten Club América in die Hauptstadt Mexiko-Stadt, wo er auf den Cheftrainer Miguel Herrera traf, welcher ihn bereits beim Club Tijuana trainierte. Bei der 0:2-Niederlage gegen den Querétaro FC im Spiel um den mexikanischen Superpokal am 16. Juli 2017 debütierte er für seinen neuen Verein. Sein Ligadebüt bestritt er am 30. Juli (2. Spieltag) beim 2:0-Auswärtssieg gegen den CF Pachuca, in welchem er nach 79 gespielten Minuten nach Erhalt der gelb-roten Karte vom Platz flog. Trotz dieses frühen Rückschlags etablierte er sich in der Apertura 2018 rasch in der Startelf. Sein erstes Ligator erzielte er am 20. November (17. Spieltag der Apertura) im Auswärtsspiel gegen Santos Laguna das einzige Tor zum 1:0-Sieg und sein erstes Tor im Trikot der Águilas. In der Apertura bestritt er 17 Spiele. In der Clausura 2018 kam er in 20 Einsätzen zu keinem Torerfolg.
Am 29. Juli 2018 (2. Spieltag der Apertura) markierte er beim 3:0-Heimsieg gegen Atlas Guadalajara den ersten Doppelpack seiner professionellen Karriere. In der Apertura 2018 stand er in allen 23 Ligaspielen Américas über die volle Distanz auf dem Rasen. Er erzielte in diesen Einsätzen fünf Tore und bereitete zwei weitere Treffer vor. Mit einem 2:0-Auswärtssieg gegen den Stadtrivalen CD Cruz Azul im Rückspiel des Finales gewann er mit seinem Verein die Apertura. In der Clausura 2019 erzielte er in 21 Ligaspielen drei Tore und schied mit América im Halbfinale gegen den Club León aus. Die Clausura 2019 des Copa MX gewann man am 11. April 2019 mit einem 1:0-Finalsieg gegen den FC Juárez. Am Ende der Saison erhielt er zum zweiten Mal die Auszeichnung zum besten defensiven Mittelfeldspieler der Saison. Obendrein erhielt er noch den Balón de Oro als Fußballer des Jahres in Mexiko.
In der Apertura 2019 traf er in 22 Einsätzen drei Mal. Im Endspiel um die Clausura gegen den CF Monterrey scheiterte man im Rückspiel im Elfmeterschießen, wobei Rodríguez seinen Versuch über das Tor setzte und Monterrey so den Sieg ermöglichte.

### Betis Sevilla
Am 14. Januar 2020 wurde der Wechsel von Guido Rodríguez zum spanischen Erstligisten Betis Sevilla bekanntgegeben. Der Verein sicherte sich die Dienste des defensiven Mittelfeldspielers für eine Ablösesumme in Höhe von 4,5 Millionen Euro und stattete ihn mit einem 4-1/2-Jahres-Vertrag aus. Sein Debüt bestritt er am 19. Januar 2020 (20. Spieltag) beim 3:0-Heimsieg gegen Real Sociedad, als er in der zweiten Halbzeit für Carles Aleñá eingewechselt wurde. Am 8. Juli (35. Spieltag) erzielte er beim 3:0-Heimsieg gegen den CA Osasuna sein erstes Tor für die Verdiblancos. In dieser Saison 2019/20 kam er in 14 Ligaspielen zum Einsatz, in denen ihm ebendieses Tor gelang.

### West Ham United
Am 6. August 2024 wechselte Rodríguez ablösefrei zum Premier-League-Klub West Ham United.

## Nationalmannschaft
Am 9. Juni 2017 debütierte Guido Rodríguez in einem freundschaftlichen Länderspiel gegen Brasilien in der argentinischen Nationalmannschaft, als er in der 68. Spielminute für Paulo Dybala ins Spiel kam.
Nachdem er beinahe zwei Jahre nicht nominiert wurde, war er im März und Juni 2019 in zwei Testspielen seines Heimatlandes im Einsatz. Bereits im Mai 2019 wurde Rodríguez für den Kader zur Copa América 2019 in Brasilien nominiert. Beim Turnier kam er in einem Gruppenspiel zum Einsatz.
Beim 1:0-Finalsieg am 10. Juli 2021 über Titelverteidiger Brasilien gewann er mit seiner Mannschaft die Copa América 2021.

## Erfolge
Argentinien
- Weltmeister: 2022
- Copa-América-Sieger: 2021, 2024
- Finalissima-Sieger: 2022

River Plate
- Copa Sudamericana: 2014
- Copa Libertadores: 2015

Club América
- Liga MX: Apertura 2019
- Copa MX: Clausura 2019

Betis Sevilla
- Copa del Rey: 2022

## Auszeichnungen
- Liga MX Bester defensiver Mittelfeldspieler der Saison: 2016/17, 2018/19
- Liga MX Balón de Oro: 2018/19